# Бої за Велику Новосілку
За селище Велика Новосілка, село Времівка та навколишні села тривали бої під час російсько-української війни. Бої розпочалися 14 березня 2022 року. У 2023 році під час контрнаступу ці бої дістали назву як бої за Времіївський виступ, тоді українські війська визволили ряд сіл навколо селища.Обстановка в районі Великої Новосілки погіршилася після падіння Вугледара у вересні 2024 року. У січні 2025 року росіяни окупували Велику Новосілку.

## Передумови
15 травня 2014 року, на початку війни на Донбасі, батальйон «Донбас» захистив селище від проросійських сепаратистів ДНР. За словами командира батальйону Семена Семенченка, начальник місцевої міліції, депутати від Партії регіонів і голова райради «втекли в невідомому напрямку».
24 лютого 2022 року російські війська та їхні сепаратистські союзники здійснили наступальний удар уздовж ліній зіткнення на Донбасі.
12 березня російські війська після запеклих п'ятнадцятиденних боїв захопили стратегічне місто Волноваха, розташоване на трасі Донецьк — Маріуполь. Після важких боїв місто було зруйноване, українські війська відступили на три лінії фронту на захід від Великої Новосілки — Гуляйполе та на північ і схід у районі Донецька на лінії Мар'їнка — Курахове та Піски — Красногорівка.
14 березня під Волновахою російські війська збили український Су-25. Пілота Романа Василюка, захопленого російськими військами, згодом звільнили 24 квітня під час російсько-українського обміну полоненими.

## Командування
13 лютого 2025 року командувачем тактичної групи «Велика Новосілка» призначили генерал-лейтенанта Сергія Наєва.

## Хід бойових дій
14 і 15 березня 2022 року російські війська здійснили великий прорив з напрямку Волновахи по всій східній половині лінії Велика Новосілка — Володимирівка, захопили Благодатне, Володимирівку, Микільське, Павлівку, а за деякими даними ймовірно село Водяне в обхід м. Вугледар.
16 березня російські та посередницькі сили повністю взяли під свій контроль північніше Маріуполя в Донецькій області, повністю відрізавши місто Маріуполь від Донецька та решти України. Генштаб України 16 березня опівдні за місцевим часом повідомив, що російські війська почали наступ на Велику Новосілку та досягли певного просування.
20 березня 20 людей були евакуйовані з селища Велика Новосілка в очікуванні російської атаки на місто.
21 березня українські війська зупинили наступ росіян на селище Велика Новосілка та знизили рівень бойових дій із наземних бронетанкових і піхотних атак до позиційних боїв із застосуванням авіації та артилерії.[джерело?]
25 березня тривала евакуація Великої Новосілки.
13 квітня російські війська завдали потужного бомбардування селища Велика Новосілка, в результаті чого були пошкоджені житлові будинки та комунальна інфраструктура.
24 і 25 квітня російська авіація посилено бомбардувала Велику Новосілку.[джерело?]
16 травня українські війська відкинули російські сили за кілька кілометрів на південь від селища Велика Новосілка, де російські війська зупинилися в середині березня. Російські війська сконцентрувалися виключно на захопленні стратегічного міста Маріуполь.
9 серпня, після майже трьох місяців, російські війська знову спробували продовжити наземні атаки в напрямку кордону Донецько-Запорізького району біля Великої Новосілки, але українські війська відбили атаку поблизу Времівки (75 км на захід від міста Донецьк). Очолювані Росією сили продовжували обстрілювати населені пункти на південному заході Донецька артилерією та авіаударами.
21 серпня російські війська здійснили штурмовий наземний удар у напрямку Великої Новосілки, але він провалився.
24 серпня російські війська знову здійснили обмежені наземні атаки на південний захід від Донецька, намагаючись просунутися до Великої Новосілки (до Донецька 75 км на північний схід).
31 серпня українські війська були обстріляні у Великій Новосілці.
4 вересня Донецький губернатор Павло Кириленко заявив, що в селищі Велика Новосілка загинули двоє людей.

### Контрнаступ 2023 року
Під час свого 2023 контрнаступу ЗСУ відкинули окупантів з сіл що знаходяться під Великою Новосілкою здобувши перемогу в битві під селищем. Було звільнено: Нескучне, Сторожеве, Благодатне, Макарівка, Старомайорське, Урожайне, Левадне, Новодарівка, Рівнопіль.
Станом на 22 вересня 2023 року 35-та, 36-та, 37-ма та 38-ма бригади морської піхоти, а також 68-ма бригада, пройшли на 10 кілометрів углиб колишньої російської оборони вздовж річки Мокрі Яли та звільнили 7 населених пунктів на цьому шляху. Це стало найуспішнішим напрямком контрнаступу 2023 року України.

### Російський наступ 2024 року
Восени 2024 року 110-та бригада зайшла до селища Велика Новосілка.
Станом на грудень 2024 року, обстановка в районі Великої Новосілки погіршилася після падіння Вугледара у вересні 2024 року. Росіяни тут у взаємодії з військами 68 АК та 8 ЗВА УВ «Юг» форсували річку Кашлагач західніше м. Вугледар, а також прорвалися в районі с. Золота Нива у північному та північно-західному напрямках. Росіяни вийшли з півдня до р. Сухі Яли, чим створили безпосередню загрозу охоплення та обходу українських військ у всьому Курахівському виступі. Росіяни також обійшли с-ще Велика Новосілка на широкому фронті, зі сходу та півночі.
У кінці січня 2025 року російська армія вибила підрозділи 110-ї бригади із селища Велика Новосілка. Бої всередині самої Великої Новосілки тривали два місяці, один із яких українська армія вела в умовах напівоточення. Переправи через річку Мокрі Яли, яка розрізає селище на три частини, були зруйновані, логістика здійснювалася лише важкими дронами. Після чергового несвоєчасного поповнення підрозділів, що стояли на Великій Новосілці, українські війська її втратили. Захопивши Велику Новосілку, російська армія остаточно окупувала всі села на Времівському виступі, які українські війська відбили влітку 2023 року.

## Втрати
110-та бригада втратила 50 військовослужбовців загиблими і зниклими безвісти у боях 2024—2025 років в цій місцевості.